# 莫斯特車站

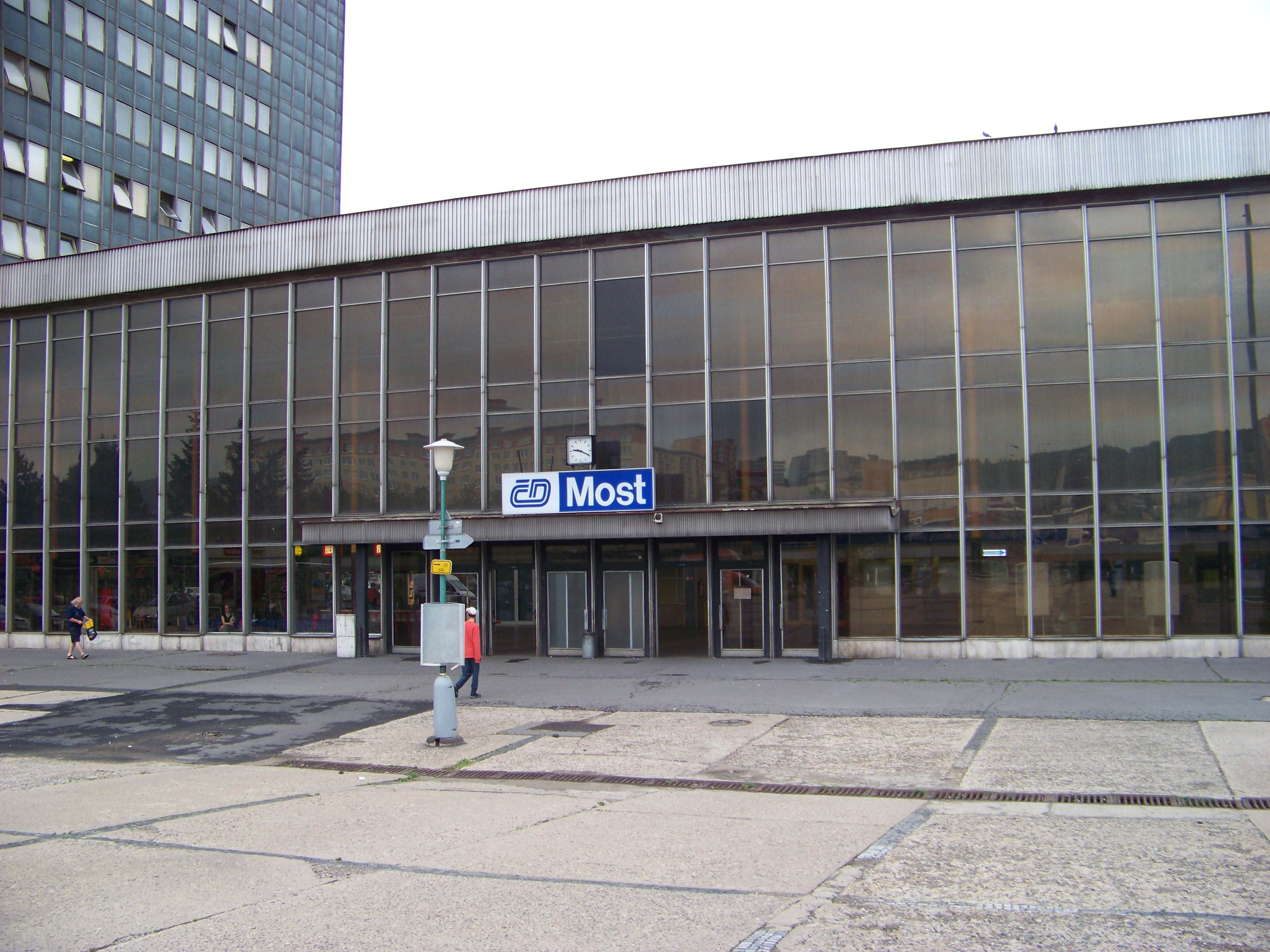
車站入口處

莫斯特車站（捷克語：Most nádraží）是位於捷克拉貝河畔烏斯季州莫斯特的鐵路車站。

## 歷史
最初的莫斯特車站（德語：Brüx）建於新車站西北幾公里處，於1870年10月8日開通。1908年奧匈帝國私人公司國有化後，該車站由帝國和皇家國家鐵路公司運營，1918年後，捷克斯洛伐克國家鐵路接管了管理。
由於捷克褐煤採石場的擴建，19世紀60年代末，政府決定拆除莫斯特鎮的大部分原建築，包括舊火車站，並進行軌道遷移和線路電氣化工程。車站大樓由建築師Václav Dědek設計。車站大樓於1977年啟用，其中還設有郵局、餐廳和小型商店。